# Echeveria elegans
Echeveria elegans är en fetbladsväxtart som beskrevs av Joseph Nelson Rose. Echeveria elegans ingår i släktet Echeveria och familjen fetbladsväxter. Inga underarter finns listade i Catalogue of Life.

## Bildgalleri

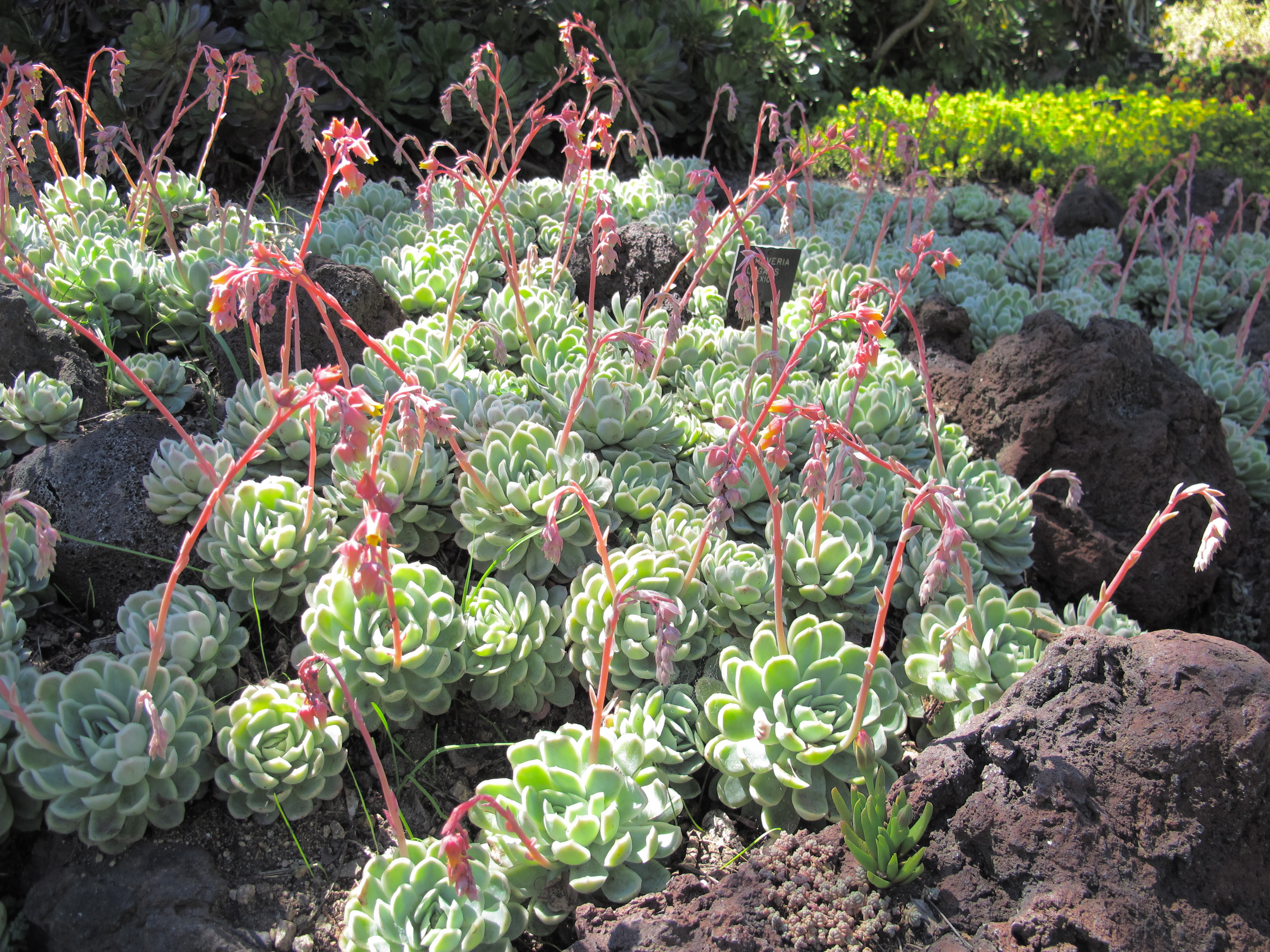
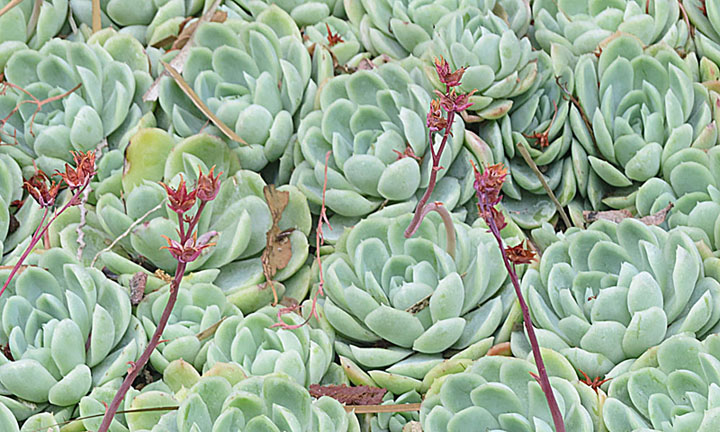
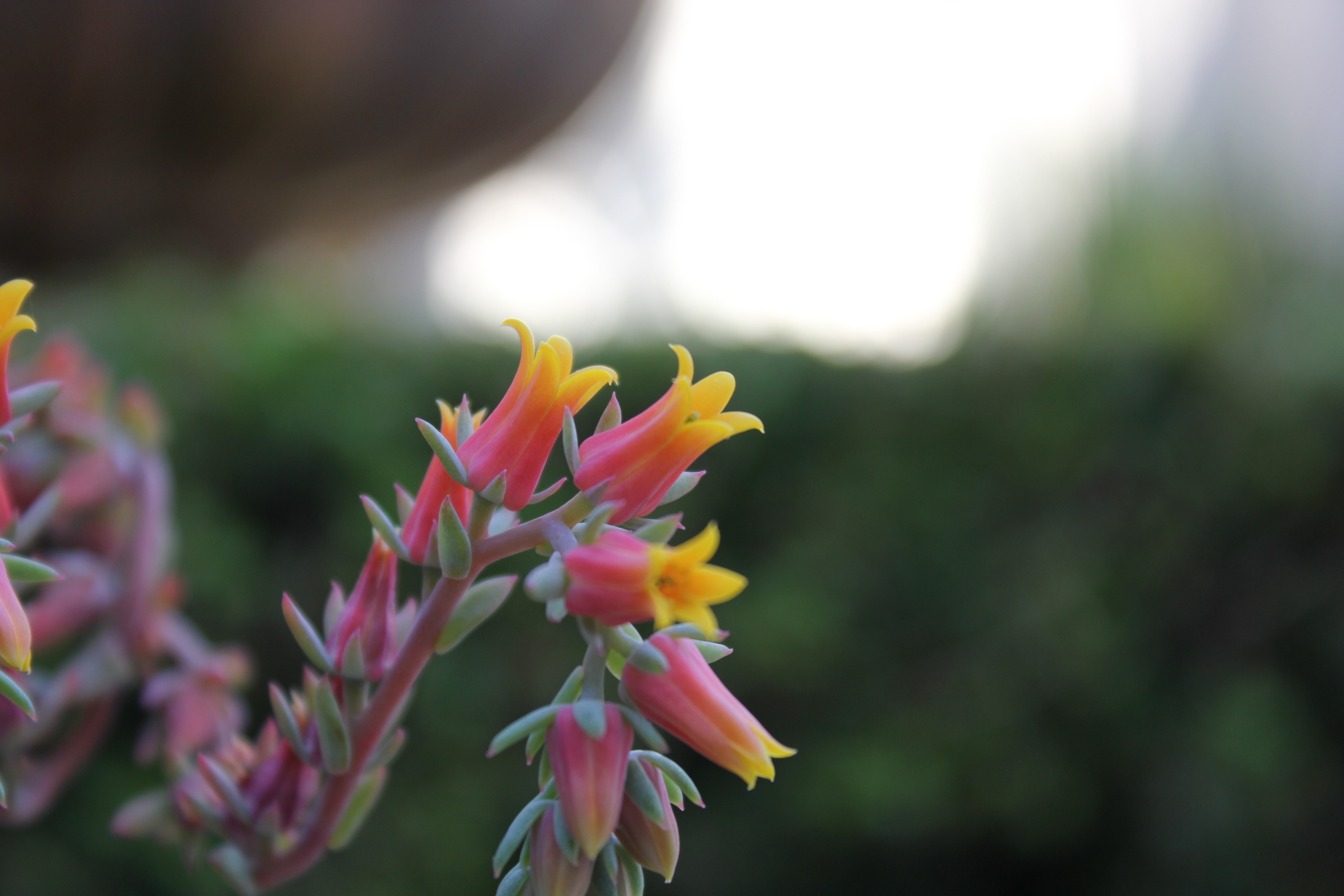
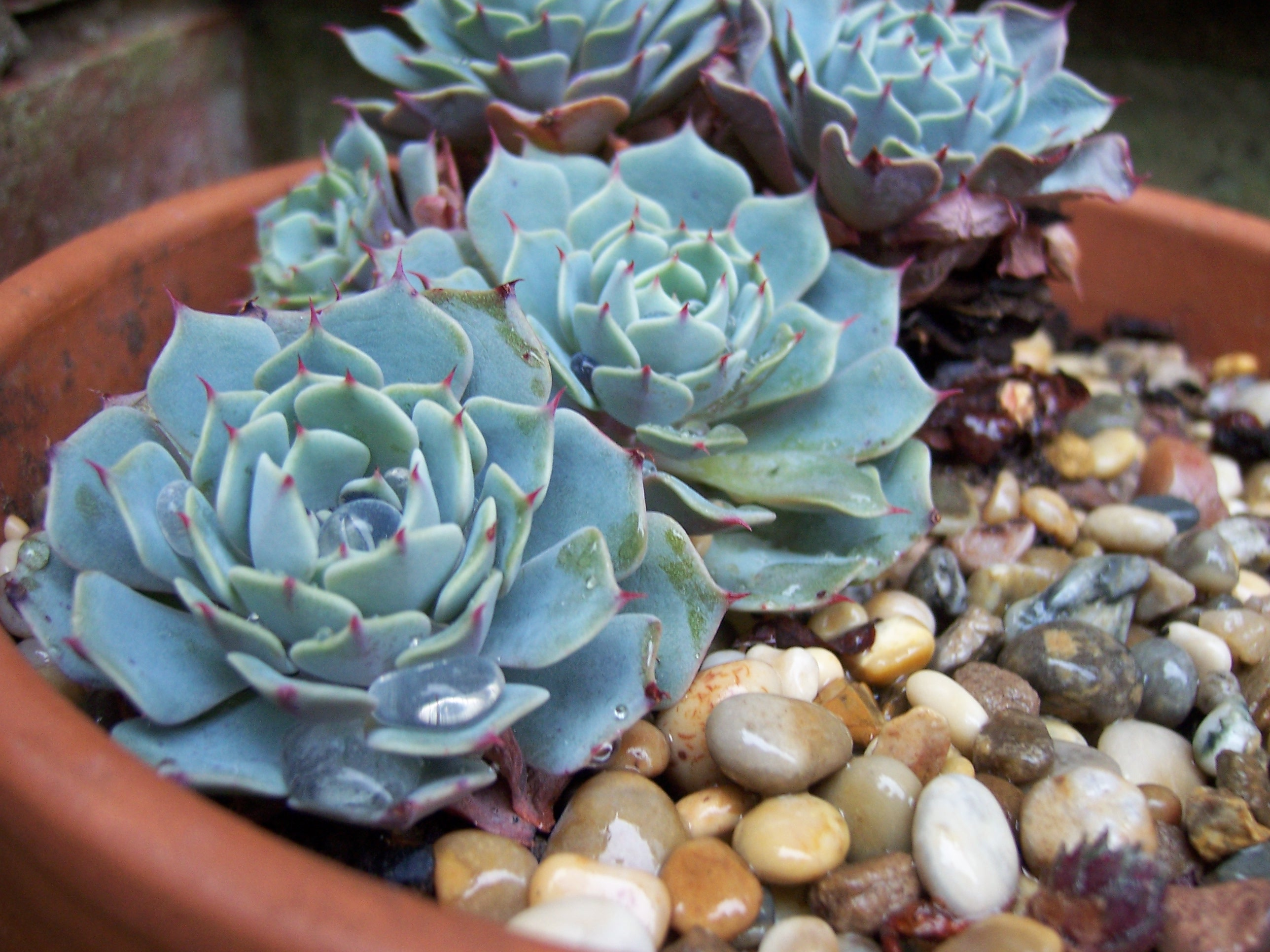
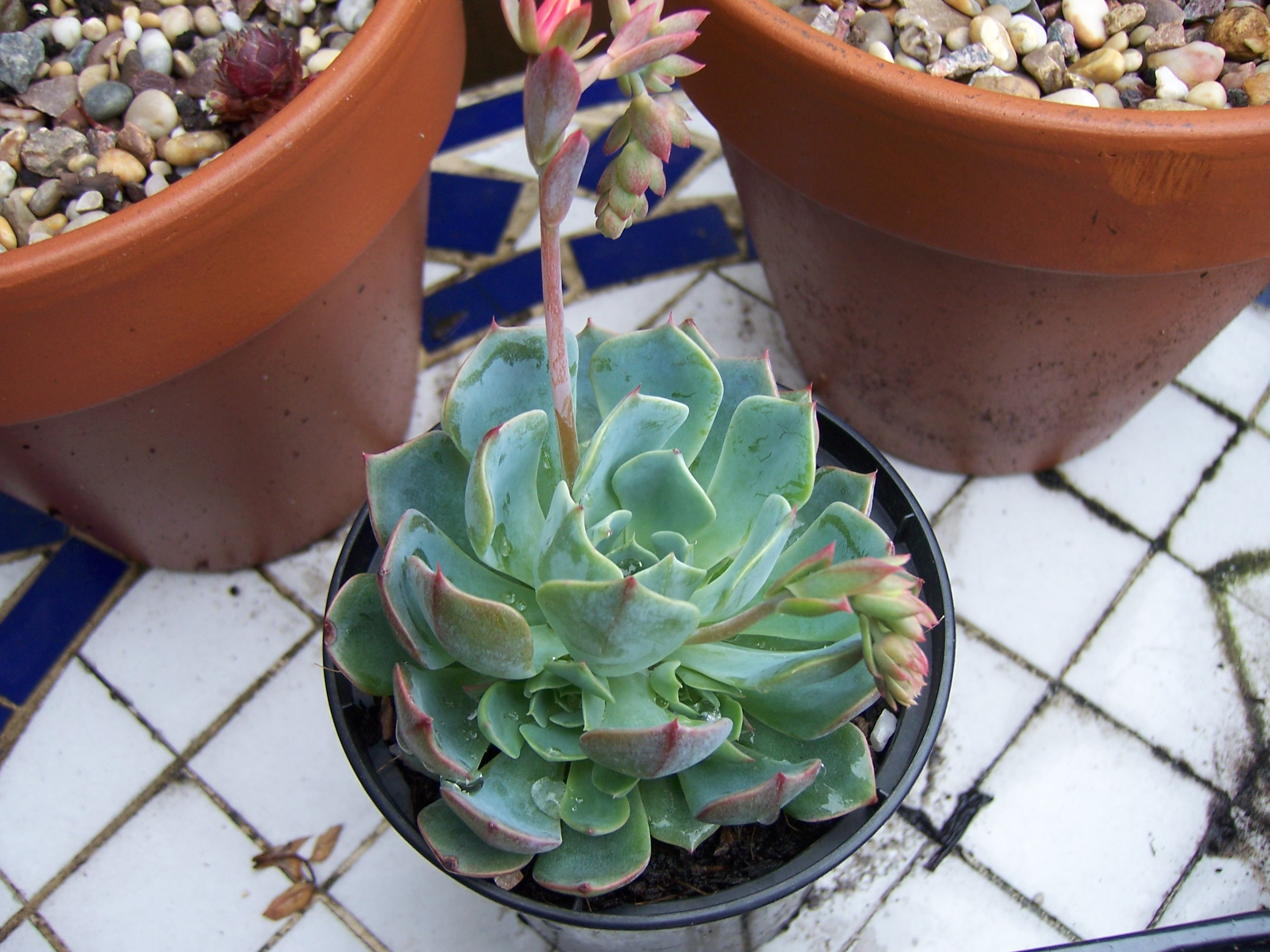
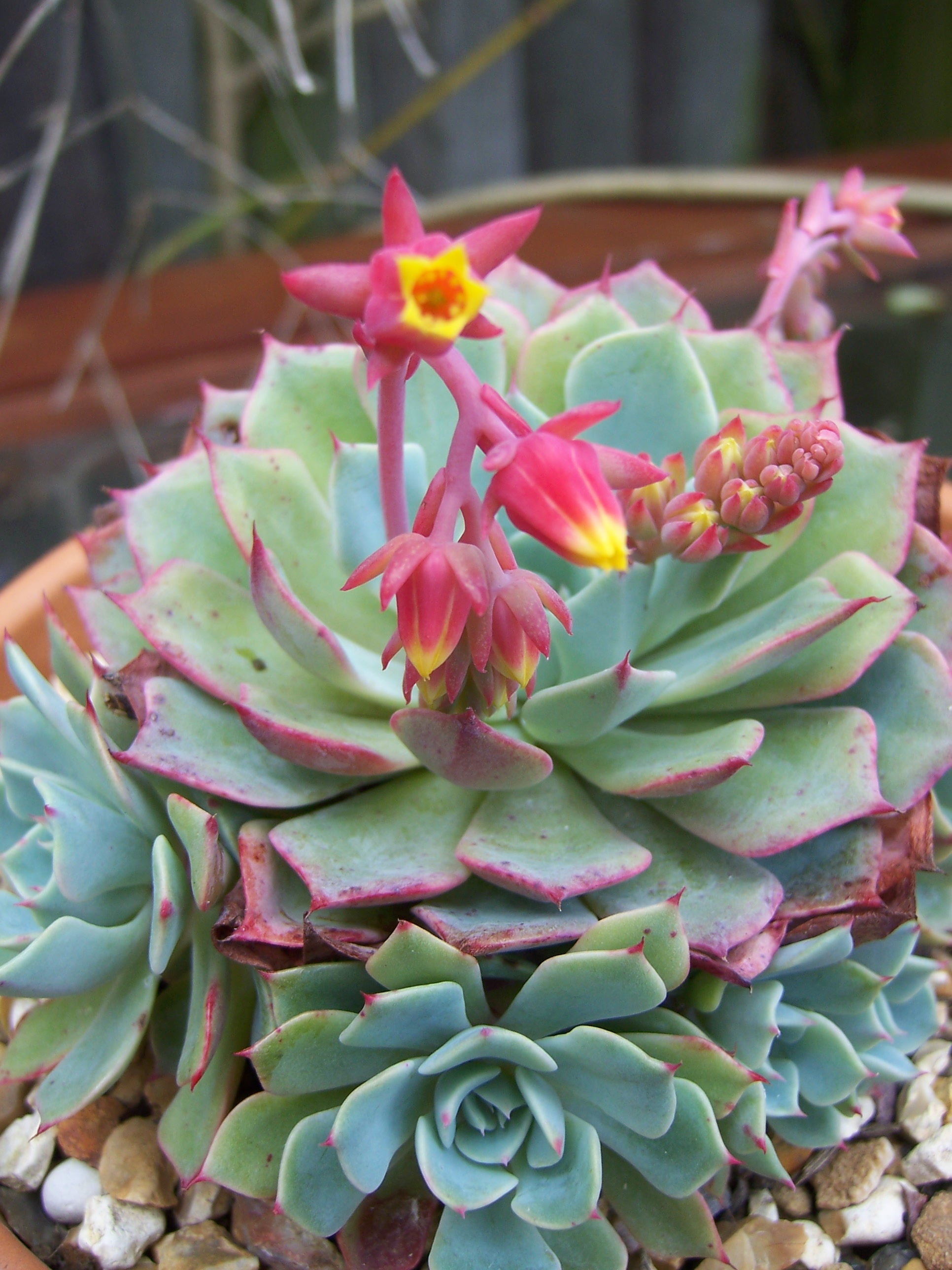